# Europa-Fira metróállomás
Europa-Fira egyike a Spanyolországban található barcelonai metró metróállomásainak.

## Nevezetességek az állomás közelében
- Porta Fira Szálloda

## Metróvonalak
Az állomást az alábbi metróvonalak érintik:
- 8-as metróvonal
- 9-es metróvonal
- Llobregat–Anoia-vasútvonal

## Kapcsolódó állomások
Az állomáshoz az alábbi állomások vannak a legközelebb:
- Ildefons Cerdà (8-as metróvonal)
- Gornal (Molí Nou-Ciutat Cooperativa, 8-as metróvonal)
- Fira (Estación de Aeroport T1, 9-es metróvonal)
- Can Tries | Gornal (Zona Universitària, 9-es metróvonal)